# Prisoje (Czarnogóra)
Prisoje (cyr. Присоје) – wieś w Czarnogórze, w gminie Nikšić. W 2011 roku liczyła 40 mieszkańców.